# Klint, Bernhardt & C:o
Klint, Bernhardt & C:o var ett svenskt företag som bildades 1873 för tillverkning av målarfärg och fernissa. Det skapades av Frans Gustaf Klint och John Oscar Bernhardt. Bolaget upphörde 1973, då det blev en del av färgtillverkaren Alfort & Cronholm.

## Historia
Firman grundades år 1873 av fabrikören Frans Gustaf Klint och grosshandlaren John Oscar Bernhardt, men Bernhardt sålde redan 1877 sin del av bolaget till Klint som därefter var ensam ägare.

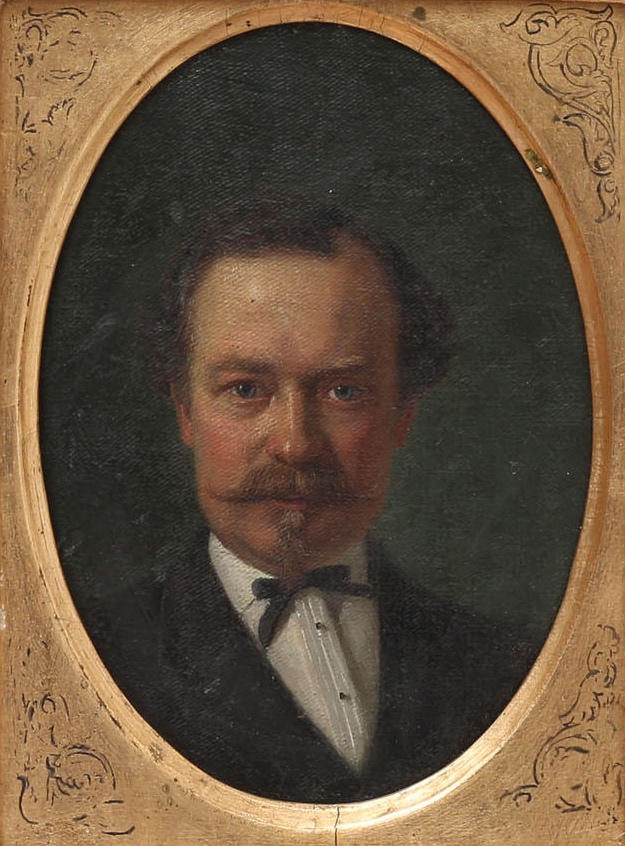
Frans Gustaf Klint som grundade firman 1873. Målning av Jakob Kulle.

Innan firman grundades var det generellt mycket svårt att få tag i färger och andra kemikalier, annat än via bolag och butiker i skepps- och speceribranschen.
Genom att man i Tyskland uppfunnit ultramarin 1822 och där startat den första fabriken 1834, samt att William Henry Perkin 1856 uppfunnit färgen mauvein och att August Wilhelm von Hofmann 1858 upptäckt vad som sedermera kallades anilinfärger skapades förutsättningar för färgfabriker av mer modernt snitt.
Bolaget började med att köpa fastigheter på Holländargatan 36 och 38 i Stockholm samt Saltmätargatan 19. Här uppfördes fabriks- och lagerlokaler. Tillverkning skedde av oljefärg, lackfärg, konstnärsfärg, glasyrer, emaljfärg, fernissa, m.m.
Utöver färgtillverkningen hade man även bleckslageri, tunnbinderi samt tillverkning av trälådor. Detta var endast för eget bruk, och för förpackning av fabrikens varor. Fabriken stod fram till Klints död 1902 under dennes ledning, och därefter under dennes  brorson Johan Albin Klint.
Fabriken deltog vid Allmänna konst- och industriutställningen i Stockholm 1897 samt även på Sundsvallsutställningen 1928, vid den senare erhöll bolaget guldmedalj för sina utmärkta produkter. 1924 utnämndes man till Kunglig Hovleverantör av Gustaf V.
1973 gick företaget samman med Alfort & Cronholm.

### Fabrik iNacka
Bolaget köpte 1944 av bolaget Adolph Lemon AB en fabrikstomt i Sickla i Nacka, och under det tidiga 1950-talet uppförde man här en ny fabriks- och kontorsbyggnad. Arkitekten var Hans-Ancker Holst och 1954 stod byggnaden klar, och man flyttade från Stockholm. Byggnaden har en karaktärsfull färgsättning, i många och starka färger, och går under namnet Klinten. Fabriken var i drift fram till 1993.

### Egna butiker
Färgbutiker var inte vanliga i Sverige på 1870-talet och försäljning skedde direkt till brukare och till målerifirmor. Man öppnade dock snart en egen butik på Regeringsgatan 28 som senare flyttades till Regeringsgatan 45, vilken lades ned 1914. Den 20 januari 1880 öppnades den första filialen på Slussplan 9, som under en tid var känd som Stockholms största och mest kända färgbutik. 1900 övertog man en affär på Kungsgatan 3, som sedan flyttade till Holländargatan 5.

### Ledning
Frans Gustaf Klint intresserade sig främst för fabriksdriften varför man 1887 anställde Carl Fredrik Montgomery, som åren 1870-71 gått på Frans Schartaus Handelsinstitut, som kontorschef, och han ledde firmans utveckling av den kommersiella driften. Vid Klints död 1902 övertogs friman av Montgomery dennes hustru Hanna samt Johan Albin Klint. Johan Albin tog ensam över firman 1924.

## Bilder

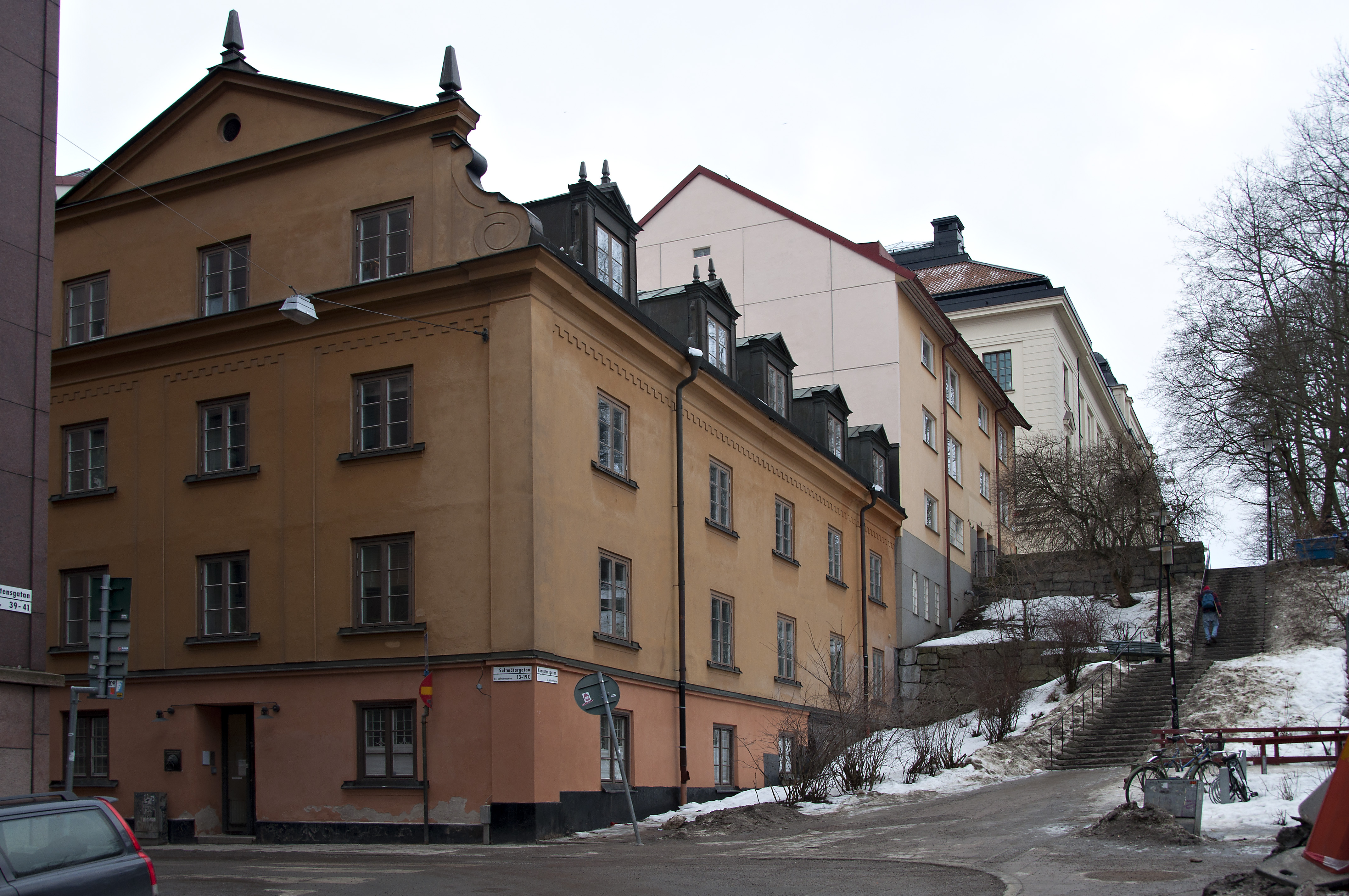
Saltmätargatan 19, som byggdes om åren 1878-1880 som bostäder till fabriken.
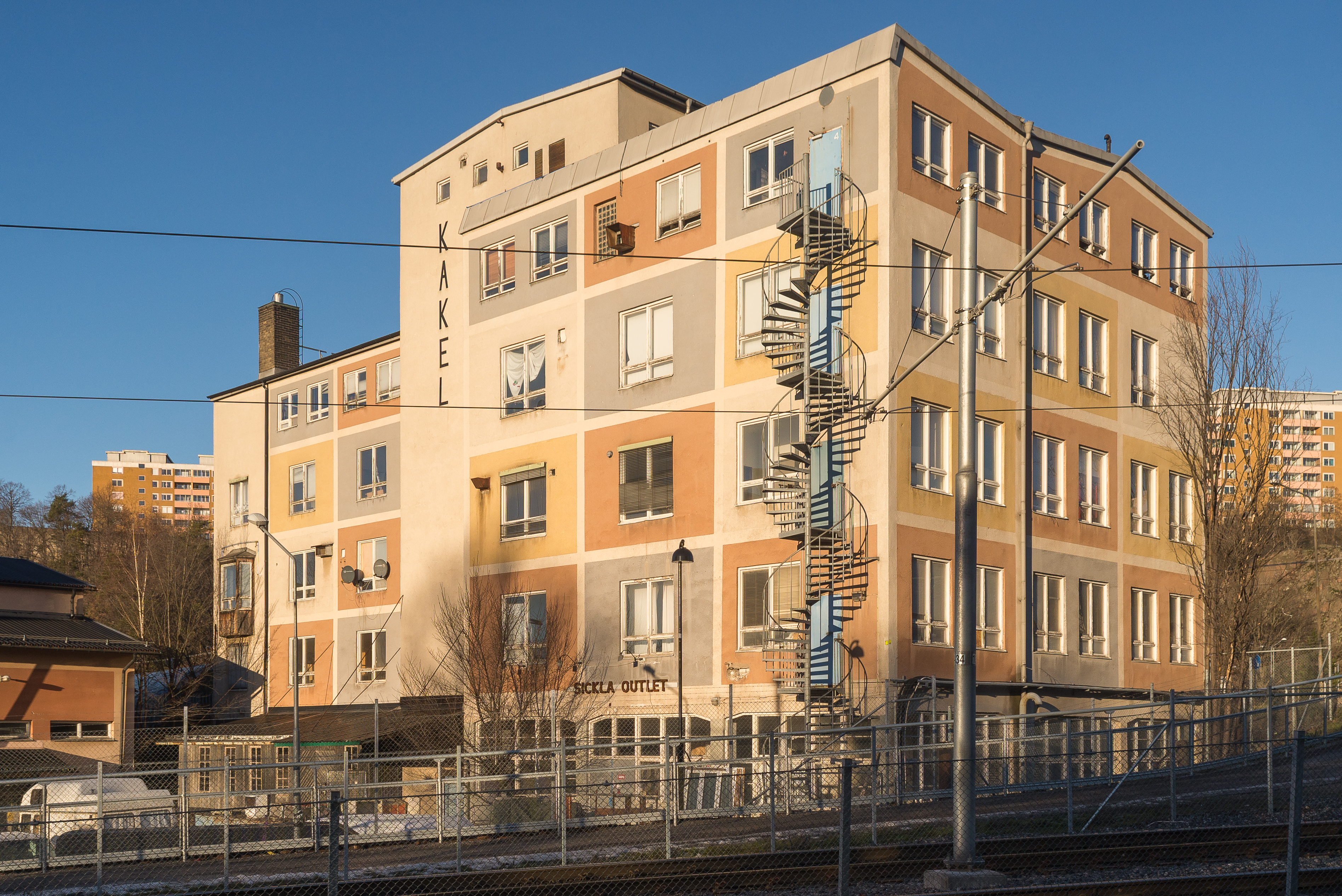
Den tidigare fabriken i Sickla.
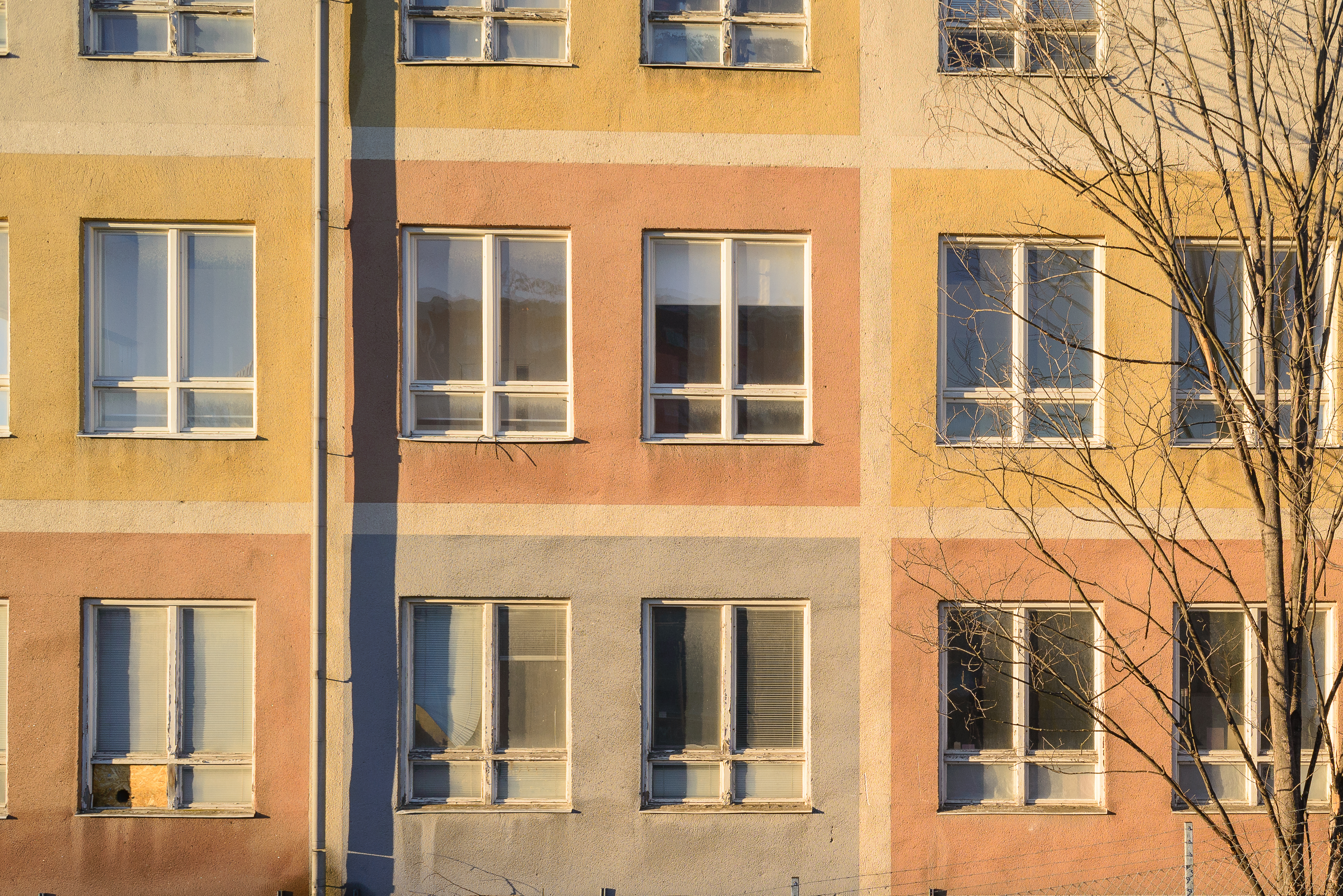
Fasad på Sicklafabriken.